# جاكالانغ فوفو
جاكالانغ فوفو (بالإنجليزية: Cakalang fufu)‏ هو طبق إندونيسي تقليدي من منطقة ميناهاسا في شمال سولاويسي، يتكون من تونة وثابة مُجففة ومدخنة ومُعلقة على إطار من الخيزران.

## التحضير
تُنظف سمكة التونة الوثابة من القشور والأحشاء، ثم يُشطر لحمها إلى قسمين ويُثبَّت على إطار من الخيزران المُجهَّز مسبقًا. بعد ذلك، يُضاف الملح وبعض التوابل، ثم تُدخن السمكة؛ حيثُ تُوزع حرارة النار والدخان بشكل متساوٍ لضمان تعرض جميع الأجزاء للحرارة، حتى تُطهى وتجف تمامًا. تستغرق عملية طهي لحم التونة حوالي أربع ساعات، بينما تستغرق عملية التبريد حوالي ساعتين. تستمر العملية حتى يتحول لون لحم التونة الوثابة إلى الأحمر وتصبح نسيجها جافًا إلى حد ما وخاليًا من الرطوبة.